# Jacob van Avesnes

Wapen van het huis van Avesnes

Jacob van Avesnes (ca. 1150 - Arsoef, 7 september 1191) was een zoon van Nicolaas van Avesnes en van Mathilde van La Roche. Hij was heer van Avesnes, Condé en Leuze, als opvolger van zijn vader (1171).
Jacob liet op 4 oktober 1174 Robert van Ariën, bisschop-elect van Atrecht en Kamerijk, vermoorden toen die in Condé-sur-l'Escaut de brug wilde oversteken. Robert reisde met een escorte en onder bescherming van graaf Boudewijn van Henegouwen, de leenheer van Jacob. Boudewijn liet voor straf Jacobs kasteel in Condé verwoesten. Jacob nam deel aan de Derde Kruistocht en was aanvoerder van de Hollandse, Vlaamse en Noord-Franse ridders tijdens het Beleg van Akko (1189-1191) en de slag bij Arsoef. Jacob sneuvelde in de slag bij Arsoef en werd de moedigste van de Vlaamse ridders genoemd.

## Huwelijk en kinderen
Jacob was gehuwd met Adela van Guise (ca. 1150 - 1207). Zij kregen de volgende kinderen:
- Wouter II, opvolger van zijn vader
- Burchard
- Jacob, heer van Landrechies, gehuwd met een dochter van Boudewijn van Créquy
- Guy (ovl. 1219), ridder
- Mathilde (ovl. op 5 november, na 1236), gehuwd met Nicolaas IV van Rumigny en met Lodewijk IV van Chiny,
- Adelheid, gehuwd met Rogier van Rosoy (-1246)
- Adelaide (ovl. ca. 23 september 1216), gehuwd met Engelbert IV van Edingen
- Ada, gehuwd met Hendrik III van Grandpré en met Rudolf I van Soissons.

## Genealogie
Van Adela van Guise zijn de volgende voorouders bekend:
- (1) Bouchard van Guise (ca. 1125 - 1166) en Adélaïde van Soupir
  - (2) Gui van Guise (ca. 1100 - 1141) en Adeline van Montmorency 
    - (3) Godfried van Guise (ca. 1070 - 1121) en Ada van Montdidier
      - (4) Wouter van Guise

    - (3) Bouchard IV van Montmorency (ca. 1070 - Jeruzalem, 2 januari 1131) - Agnes van Beaumont (ca. 1080 - voor 1105)
      - (4) Herve van Montmorency (ca. 1035 - 1094), koninklijke bekerdrager, en Agnes van Eu (ca. 1045 - voor 1074)
        - (5) Bouchard II van Montmorency 
          - (6) Bouchard van Montmorency (ca. 980 - 1012) en Ildelinde van Basset 
            - (7) Bouchard I van Montmorency
              - (8) Bouchard

        - (5) Willem Busac en Adelheid van Soissons

      - (4) Ives III van Beaumont en Adeliza van Ponthieu 
        - (5) Ives II van Beaumont (ca. 990 - 22 mei 1059) en Emma 
          - (6) Ivo van Beaumont en Gisele van Chevreuse 
            - (7) Ivo en Geila

        - (5) Engelram II van Ponthieu en Adelheid van Normandië (1026 - 1090)